# Qaleh-ye Puladi
Qaleh-ye Puladi (persisch قلعه پولادی) ist ein Dorf in der Provinz Chuzestan im Verwaltungsbezirk Behbahan. Bei der Volkszählung von 2006 lebten 116 Menschen bzw. 25 Familien dort.